# Abee (Alberta)
Pour les articles homonymes, voir Abée.
Abee est une communauté située dans la province d'Alberta, dans le centre.